# Боеве в Курска област
 Тази статия е за сраженията в Руско-украинската война.  За битката от Втората световна война вижте Битка при Курск.  
Боевете в Курска област са военна операция в хода на Руско-украинската война, започнала на 6 август 2024 година. Това е първото по-значително украинско настъпление на руска територия от началото на войната.

## Вход на операцията и резултати
На 6 август ВСУ решава да започне контраофанзива, която успява да премине границата с Русия. В близките няколко дни, ВСУ успява да наложи контрол над 40 километра на ширина и 12 – на дълбочина и овладява значителна част от Курска област (над 72 селища, като числото нараства), както и част от нефтопровод. На 8 август 2024 Путин свиква Съвета за национална сигурност на Русия. Руснаците първоначално твърдят, че са отбили атаката, а впоследствие започват да говорят за малък пробив. Въпреки това губернаторът на Курска област, Алексей Смирнов нарежда евакуация на района на с. Глушково (Курска област). Според руските власти изненадващото украинско нахлуване е предизвикало хаос в Курска област и е наложило да бъдат евакуирани 200 000 цивилни На 16 август Асойшетед Прес цитира президента Володимир Зеленски, който твърди, че ВСУ е наложила контрола си над гр. Суджа, Курска област. Важното е да с е отбележи, че в Суджа, има измервателна станция за руски природен газ, който тече по украински тръби и представлява 3% от вноса на континента. Русия обявява извънредно положение и в Белгородска област и то на федерално ниво. Според Киев са били пленени най-малко 100 руски войници.
На 19 август 2024 Володимир Зеленски цитиран от „Ройтерс“ информира че ВСУ конктролира над 92 селища и 1250 кв. км. в Курска област. На 27 август 2024 главнокомандващият ВСУ, Александър Сирски информира че ВСУ вече контролира 1290 кв. км. и над 100 селища. Последната цифра е към дата 23 август 2024, но тя не претърпява съществени промени поне до първата седмица на октомври 2024. След настъплението на ВСУ в Курска област, на 24 август е извършена евакуация и във Воронежка област, където руските власти обявяват извънредно положение. На 10 октомври 2024 година ВСУ нанася удар срещу склад с взривни материали (боеприпаси и артилерийски оръжия доставени от Северна Корея) и в Брянска област е обявено извънредно положение На 19.11.2024 Украйна използва ракетите ATACMS, за да нанесе първи удар по руска територия. Пет ракети са свалени, но една успява да уцели сеналът на Център за снабдяване 1046 в гр. Карачев, Брянска област. На 21.11.2024 Украйна използва и британски ракети STORM SHADOW, нанасяйки удари в Курска област

### Резултати от операцията
Курската операция е оценявана нееднозначно. Много анализатори смятат, че основната ѝ цел  е да спре или да забави руските операции в Донбас. Предвид огромните ресурси вложени в тази операция тя не се оправдава. В същото време главнокомандващият на ВСУ, Олександър Сирски я окачествява като успех. Причината е, че тази операция пренася войната на руска територия, кооето дава такстическо и психологическо предимство на Украйна, а също и по-добра възможност за бъдещи преговори.